# Who Killed Bruce Lee
Who Killed Bruce Lee (abgekürzt: WKBL) ist eine aus Beirut, Libanon stammende Band, die heute in Deutschland ansässig ist.

## Bandgeschichte
Who Killed Bruce Lee wurde 2009 noch im Libanon gegründet. Der Bandname basiert auf verschiedenen bandinternen Scherzen und hat keine tiefere Bedeutung. Die Band um Wassim Bou Malham (Gitarre und Hauptgesang), Hassib Dergham (Keyboards), Malek Rizkallah (Schlagzeug) und Pascal Sarkis (Bass) trat zunächst als Coverband auf. Ihr Proberaum war ein alter Lagerraum im Industriegebiet von Beirut. Dort entstand ihre erste Extended Play, die aus fünf eigenen Stücken bestand.
2015 trat die Band beim Red Bull SoundClash im Libanon zusammen mit Mashrou' Leila und dem libanesischen Stand-up-Comedian Nemr Abou Nassar vor 3000 Fans auf. Dort erregte die Band die Aufmerksamkeit von Musikproduzent David Gappa, dem ehemaligen Sänger der H-Blockx, der die Band in Deutschland bekannt machen wollte.
Nach einem Auftritt bei einem weiteren von Red Bull organisierten Event in Paris sowie einer von Gappa initiierten Tour zog die Band kurzerhand nach Deutschland, wo sie beim Brainstorm Musikverlag einen Managementvertrag erhielten. Am 19. Oktober 2015 war die Band beim Circus HalliGalli zu Gast, wo sie aus einem Schrank springen durften.
Im Februar 2016 erschien ihr in Berlin produziertes Debütalbum Distant Rendezvous über das Label NetMusicZone Records. Das Konzeptalbum versucht das blühende Libanon der 1950er Jahre nachzuerzählen, bevor der langjährige Bürgerkrieg das Land zerstörte und das kulturelle Leben zum Erliegen brachte. Im Oktober 2016 trat die Band beim Crossroads Festival des WDR Rockpalastes auf.

## Musikstil
Musikalische Vorbilder der Band sind die Klassiker des Rockgenres wie Led Zeppelin, The Who und The Beatles, neuere Rock- und Indie-Rock-Größen wie The Strokes und Queens of the Stone Age, Hip-Hop- und Electro-Acts wie Jay-Z und LCD Soundsystem, aber auch arabische Künstler wie Abdel Halim Hafiz oder Oum Kalthoum.

## Diskografie
- 2016: Distant Rendezvous (NetMusicZone Records)